# إنديانابوليس 500 سنة 1996
سباق إنديانا بوليس -500 ميل 1996 أقيم في حلبة إنديانابوليس موتور سبيدواي في 26 مايو 1996 وفاز في السباق بادي لايزيير من فريق هيميل غارن راسينغ بمتوسط سرعة 147.956 mph.
وكان أول المنطلقين توني ستيوارت بسرعة 233.718 mph.